# NMB Postbank Groep
De NMB Postbank Groep was een fusiebank, opgericht in 1989 en in 1991 gefuseerd met Nationale-Nederlanden, wat resulteerde in de Internationale Nederlanden Groep, ofwel ING.
De fusie startte in 1988. Op 9 september werd door de NMB en de Postbank N.V. aangekondigd dat er een onderzoek gedaan zou worden naar de mogelijkheid van een fusie.
De beide banken hadden zo hun redenen om tot een fusie over te gaan.
- NMB: toegang tot de particuliere markt. De Postbank had zes miljoen individuele rekeninghouders. Daarnaast: het nationale betalingsverkeer. De Postbank voerde als opvolger van de Postcheque- en Girodienst (PCGD) het grootste deel van het betalingsverkeer uit.
- Postbank: met de fusie zou er een einde komen aan de diverse beperkingen die ze als staatsbank opgelegd had gekregen. Onder meer effecten en verzekeringen konden dan aan de rekeninghouders aangeboden worden.

Het resultaat van het onderzoek was in principe positief, in februari 1989 werden de resultaten openbaar gemaakt, en vanaf dat moment startten de onderhandelingen met de bonden en met de ondernemingsraden over de voorgenomen fusie.
De fusie werd 4 oktober eind 1989 definitief met de ondertekening van het fusiecontract. Naast de vertegenwoordigers van de twee banken tekende ook de Minister van Financiën. De Staat droeg haar aandelen Postbank over aan de nieuwe combinatie en ontving daarvoor terug eenzelfde aantal aandelen en warrants in de combinatie.
De raden van bestuur van de Postbank en van de NMB werden samengevoegd. In de aandeelhoudersvergadering van 23 oktober zijn de statuten van de combinatie goedgekeurd. 

## Cijfers
- Balanstotaal van de nieuwe combinatie: 163 miljard gulden
- 400 bankkantoren (NMB)
- 2600 Postkantoren (joint venture tussen PTT en Postbank)
- 41 buitenlandse vestigingen
- 23.000 medewerkers